# Artona discivitta
Artona discivitta es una especie de polilla del género Artona, familia Zygaenidae.
Fue descrita científicamente por Walker en 1854.